# Biografielijst Lh

## Lha

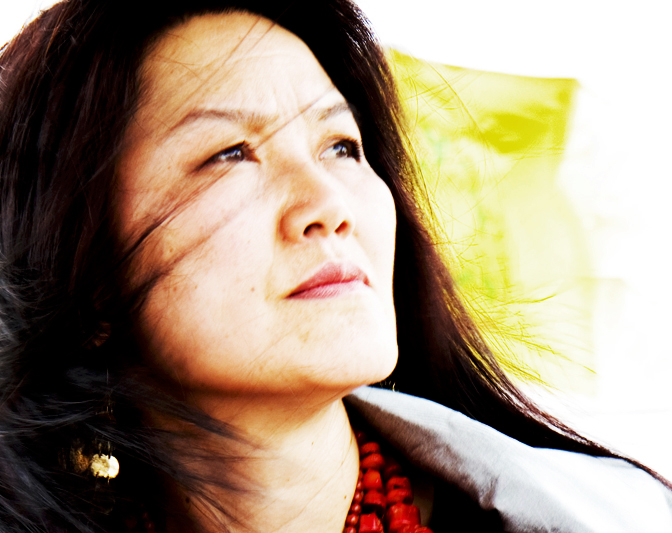
Namgyal Lhamo

- Namgyal Lhamo, bekend als Nachtegaal van Tibet, (1959), Tibetaans-Nepalees singer-songwriter en actrice
- Rinchen Lhamo (19e eeuw), Tibetaans tibetologe en geschiedkundige
- Yungchen Lhamo, bekend als Godin van de melodie en de chant, (1966), Tibetaans zangeres

## Lhe

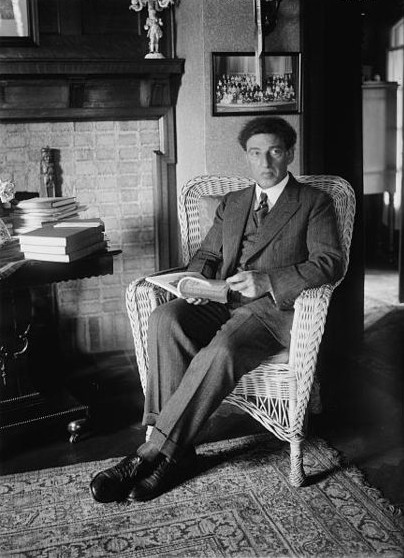
Josef Lhévinne

- Marcel L'Herbier (1888-1979), Frans regisseur en scenarioschrijver
- Jacques l'Hermite (1582-1624), Belgisch opperkoopman bij de VOC
- Henricus Franciscus Dominicus L'Heureux (1753-1823), Nederlands burgemeester
- Justine l'Heureux (1989), Canadees langebaanschaatsster
- Josef Arkadievitsj Lhévinne (1874-1944), Russisch pianist en pianopedagoog

## Lho

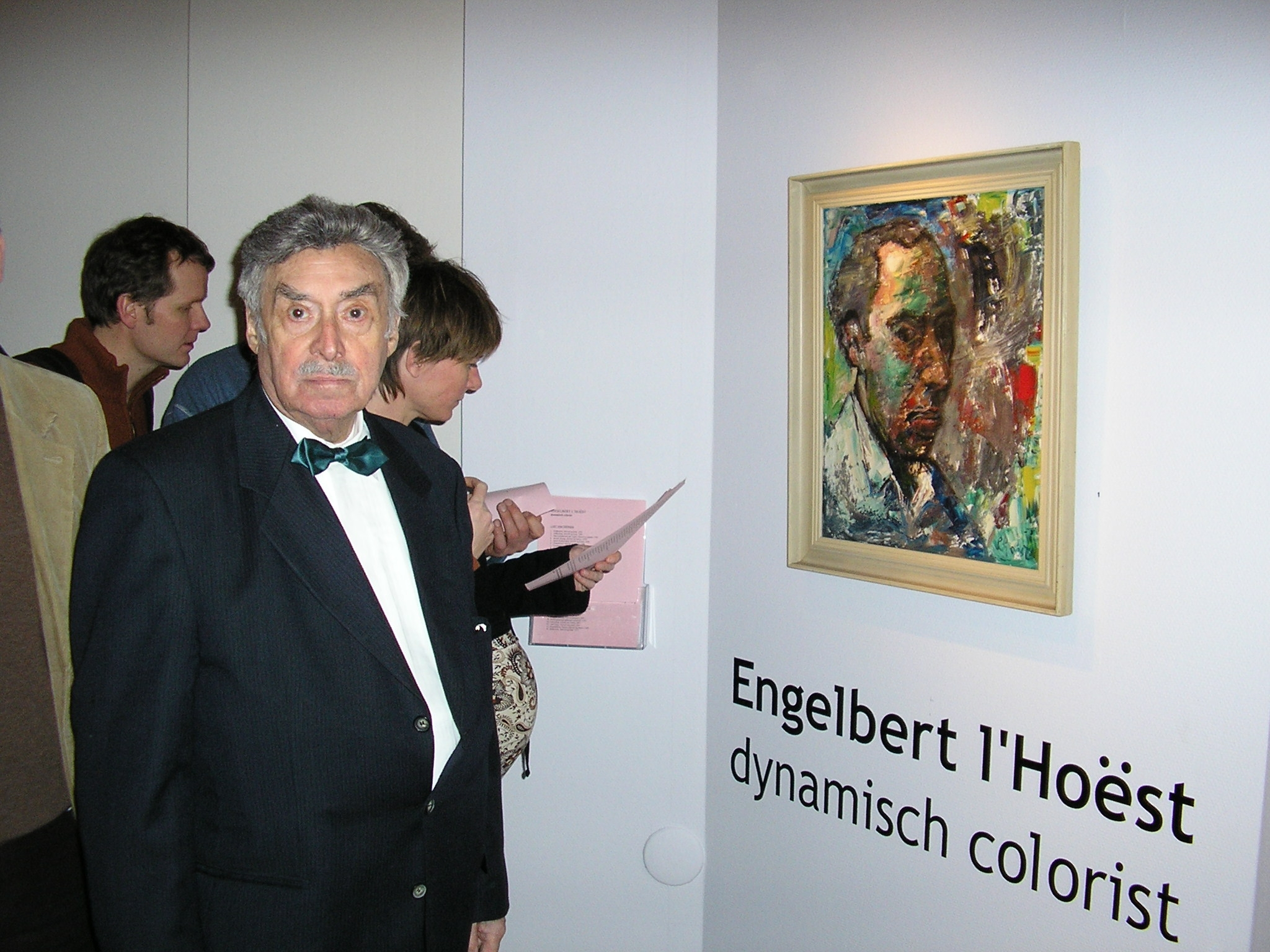
Engelbert L'Hoëst

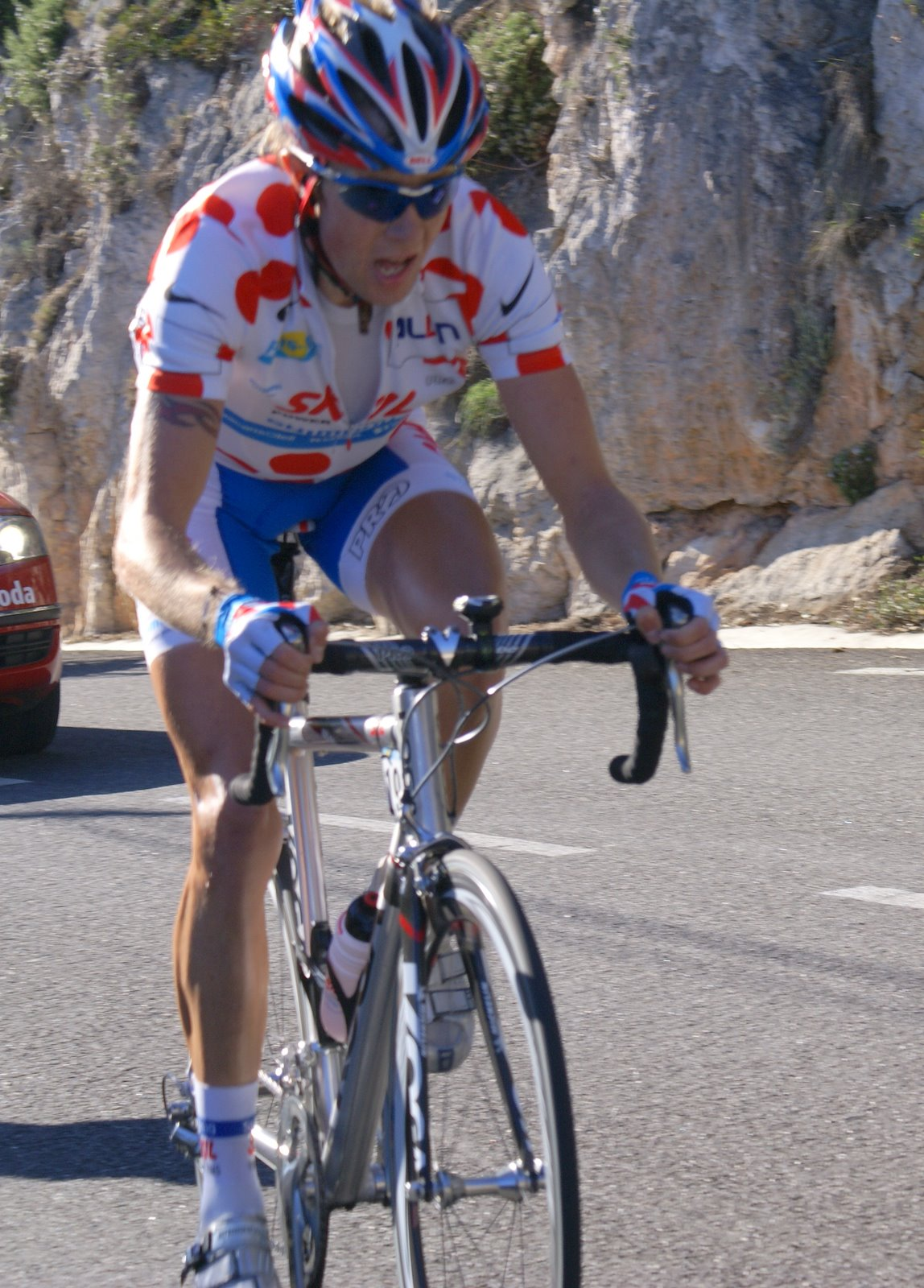
Clément Lhotellerie

- Engelbert L'Hoëst (1919-2008), Nederlands kunstschilder
- Léon Paul Marie Hubert Lhoëst (1898-1976), Nederlands industrieel
- André L’Homme (1934-2011), Belgisch politicus
- Erik L'Homme (1967), Frans schrijver
- Guillaume de l'Hôpital (1661-1704), Frans wiskundige
- Clément Lhotellerie (1986), Frans wielrenner

## Lhu
- Régis Lhuiller (1980), Frans wielrenner
- Diane Monique Llamas (Monique) Lhuillier (1971), Filipijns modeontwerpster
- Simon Antoine Jean Lhuillier (1750-1840), Zwitsers wiskundige
- Édouard Drouyn de Lhuys (1805-1881), Frans diplomaat politicus